# Scotopteryx limitata
Scotopteryx limitata là một loài bướm đêm trong họ Geometridae.